# Rathaus Bad Leonfelden

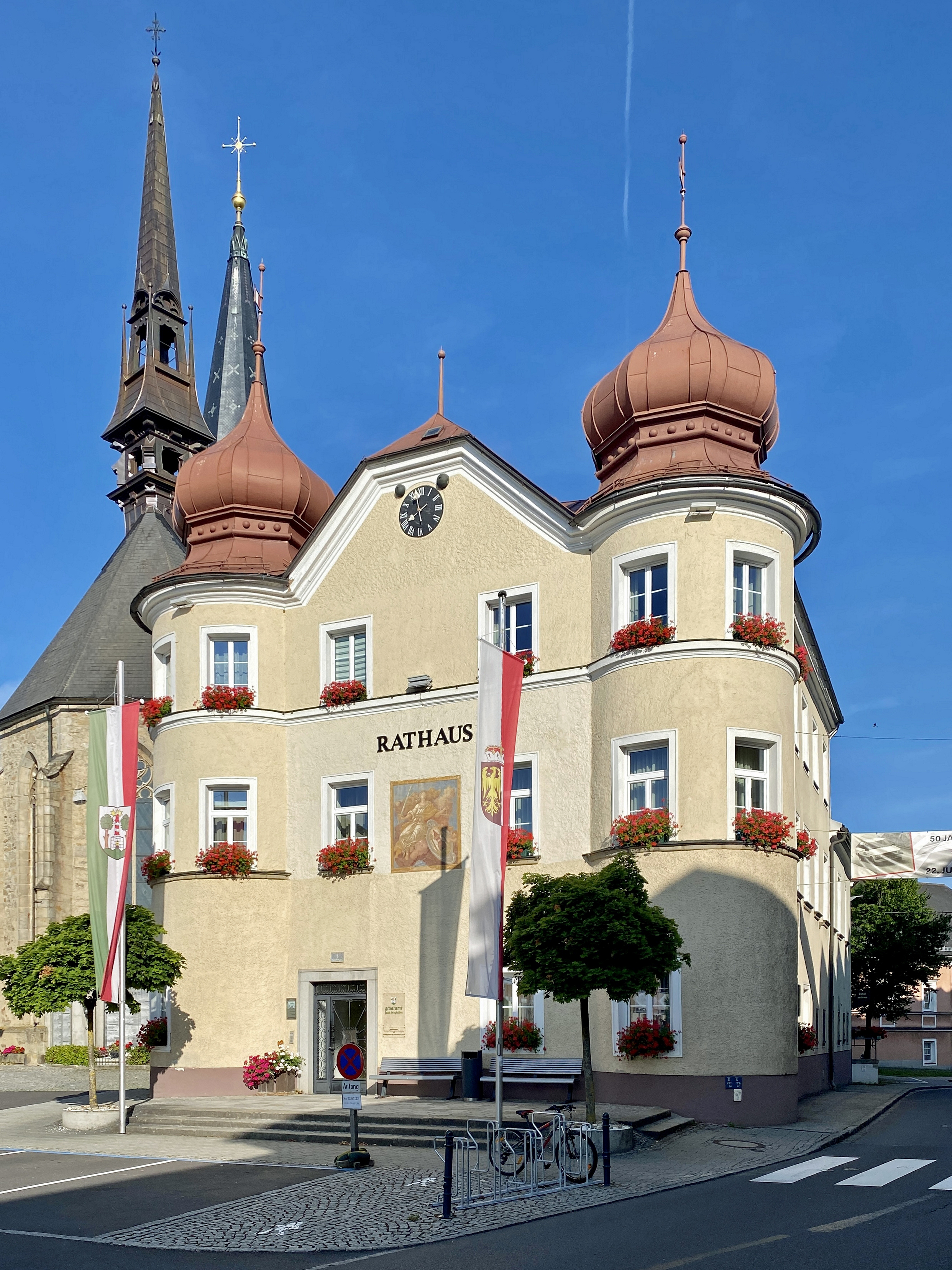
Rathaus am Hauptplatz Nr. 1

Das Rathaus steht am westlichen Platzende des Hauptplatzes nordöstlich der Stadtpfarrkirche in der Stadtgemeinde Bad Leonfelden im Mühlviertel. Das Rathaus steht unter Denkmalschutz (Listeneintrag).

## Geschichte
Das Rathaus wurde 1608 erbaut. Es bildet den Abschluss des Marktplatzes nach Westen hin. Vom Rathaus verlief eine etwa 10 Meter lange Friedhofsmauer zum vermutlich ältesten Haus Leonfeldens, dem Gasthaus zur Goldenen Sense, später Großes List und Gasthof zur Post genannt.
Nachdem die Leonfeldner Bürgerspitalkirche von Kaiser Joseph II. aufgehoben worden war, ersteigerte die Gemeinde im Jahr 1787 das Kirchengebäude und übersiedelte mit Richter und Rat dorthin. Im ehemaligen Rathaus hatte dann bis 1833 der Amtmann der Herrschaft Waxenberg seine Amtsräume und seine Wohnung. 1849/50 wurde das Bezirksgericht Leonfelden im Rathausgebäude eingerichtet, das benachbarte alte Schulhaus diente als Kerker.
Nach dem großen Marktbrand am 10. April 1892 erfolgten Veränderungen an der Fassade, an den Fenstern und am Dach. Im Lauf der Zeit waren im Gebäude unter anderem eine Arztpraxis, Wohnungen, das Postamt (bis 1982) und eine Geschäftsstelle der Oberösterreichischen Gebietskrankenkasse untergebracht. 2006 wurde das Rathaus unter Denkmalschutz gestellt.

## Architektur

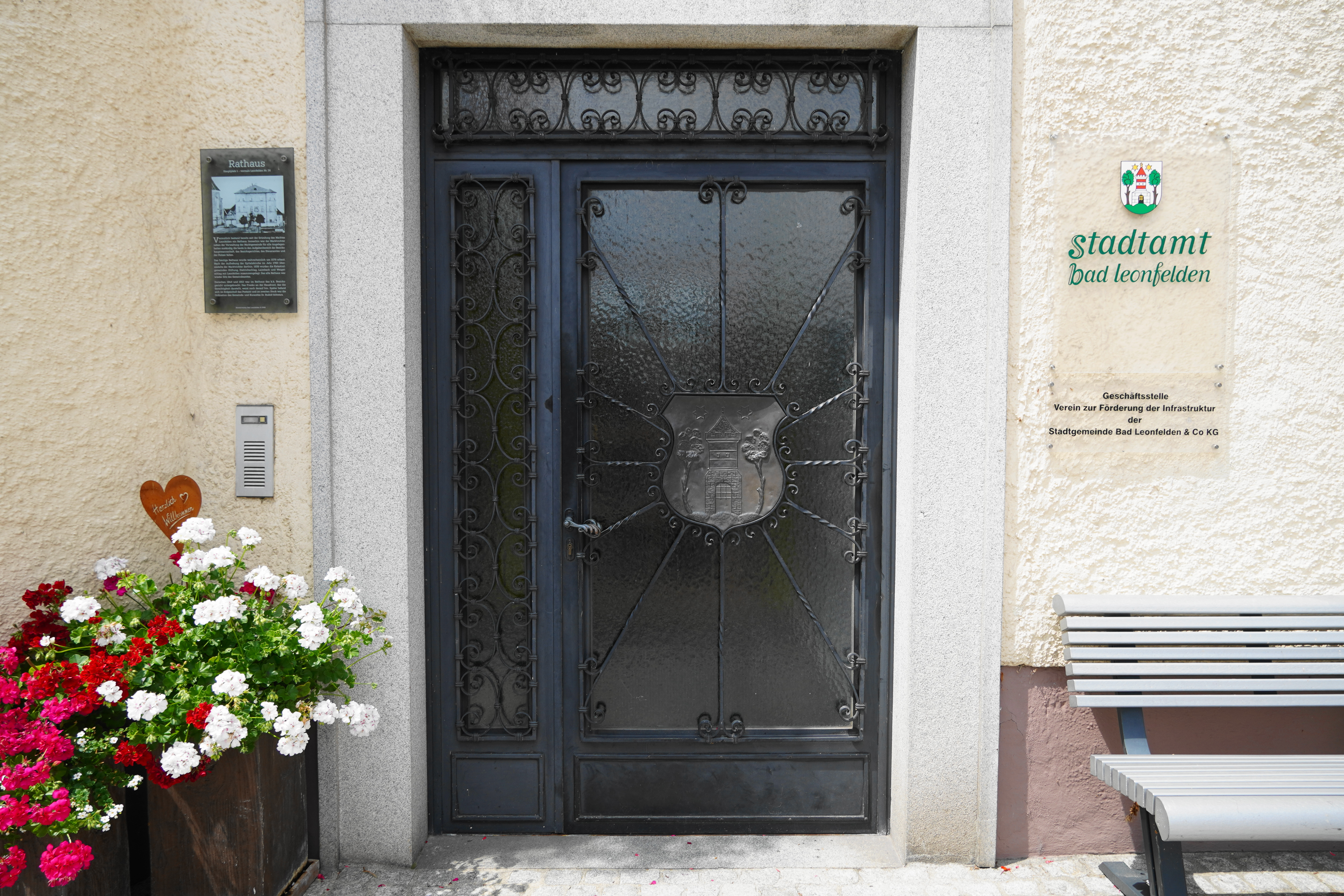
Eingang zum Rathaus

Die Hauptfront zum Hauptplatz zeigt eine Giebelfassade flankiert von 3/4-Rundtürmen mit Zwiebeldächern. Ein barockes und stark erneuertes Fassadenbild zeigt Justitia, seitlich davon ist ein Teil des ehemaligen Sgraffitodekors mit Blattwerk um 1608 erhalten.
Im Gebäudeinneren gibt es Stichkappentonnen und Kreuzgratgewölbe. Im Treppenhaus ist eine Renaissance-Säule mit einem Kapitel mit Blütenrelief zu sehen.